# Iowa (album)
Iowa je druhé album americké metalové skupiny Slipknot. Vyšlo 28. srpna 2001 pod hlavičkou hudebního vydavatelství Roadrunner Records. Desku společně s kapelou produkoval Ross Robinson. Název alba byl odvozen od amerického státu Iowa, kde se členové Slipknot narodili a kde čerpali inspiraci. Píseň "Left Behind" byla nominována na Grammy Award for Best Metal Performance za rok 2002, píseň "My Plague" pak na stejnou cenu v roce 2003.

## Seznam skladeb
1. "(515)" – 0:59
2. "People = Shit" – 3:35
3. "Disasterpiece" – 5:08
4. "My Plague" – 3:39
5. "Everything Ends" – 4:14
6. "The Heretic Anthem" – 4:14
7. "Gently" – 4:54
8. "Left Behind" – 4:01
9. "The Shape" – 3:37
10. "I Am Hated" – 2:37
11. "Skin Ticket" – 6:41
12. "New Abortion" – 3:36
13. "Metabolic" – 3:59
14. "Iowa" – 15:04

## SlipKnoT
- (#8) Corey Taylor – Zpěv
- (#7) Mick Thomson – Kytara
- (#6) Shawn Crahan – Perkuse, vokály
- (#5) Craig Jones – Samply
- (#4) Jim Root – Kytara
- (#3) Chris Fehn – Perkuse, vokály
- (#2) Paul Gray – Baskytara
- (#1) Joey Jordison – Bicí
- (#0) Sid Wilson – DJ